# Station Pry
Station Pry is een spoorwegstation langs spoorlijn 132 (Charleroi - Couvin) in Pry, een deelgemeente van Walcourt. Het is nu een stopplaats.

## Treindienst
| Serie       | Treinsoort               | Route                                           | Bijzonderheden              |
| ----------- | ------------------------ | ----------------------------------------------- | --------------------------- |
| S 64        | S-trein Charleroi (NMBS) | Charleroi-Centraal – Pry – Couvin               | Rijdt in het weekend 1×/2u. |
| P 7710/8710 | Piekuurtrein (NMBS)      | Couvin – Mariembourg – Pry – Charleroi-Centraal | Rijdt alleen op werkdagen.  |

## Galerij

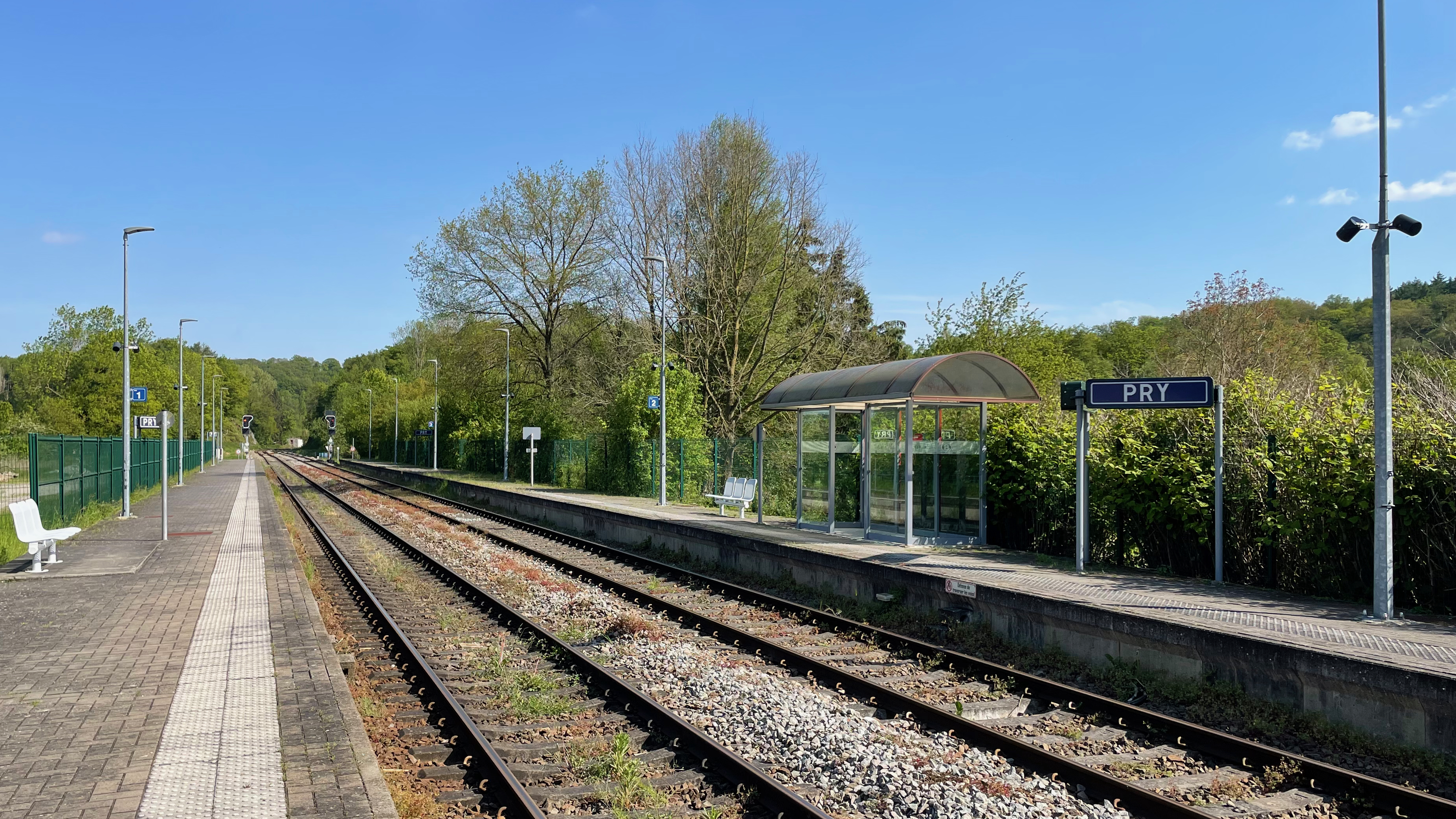
Zicht op het perron
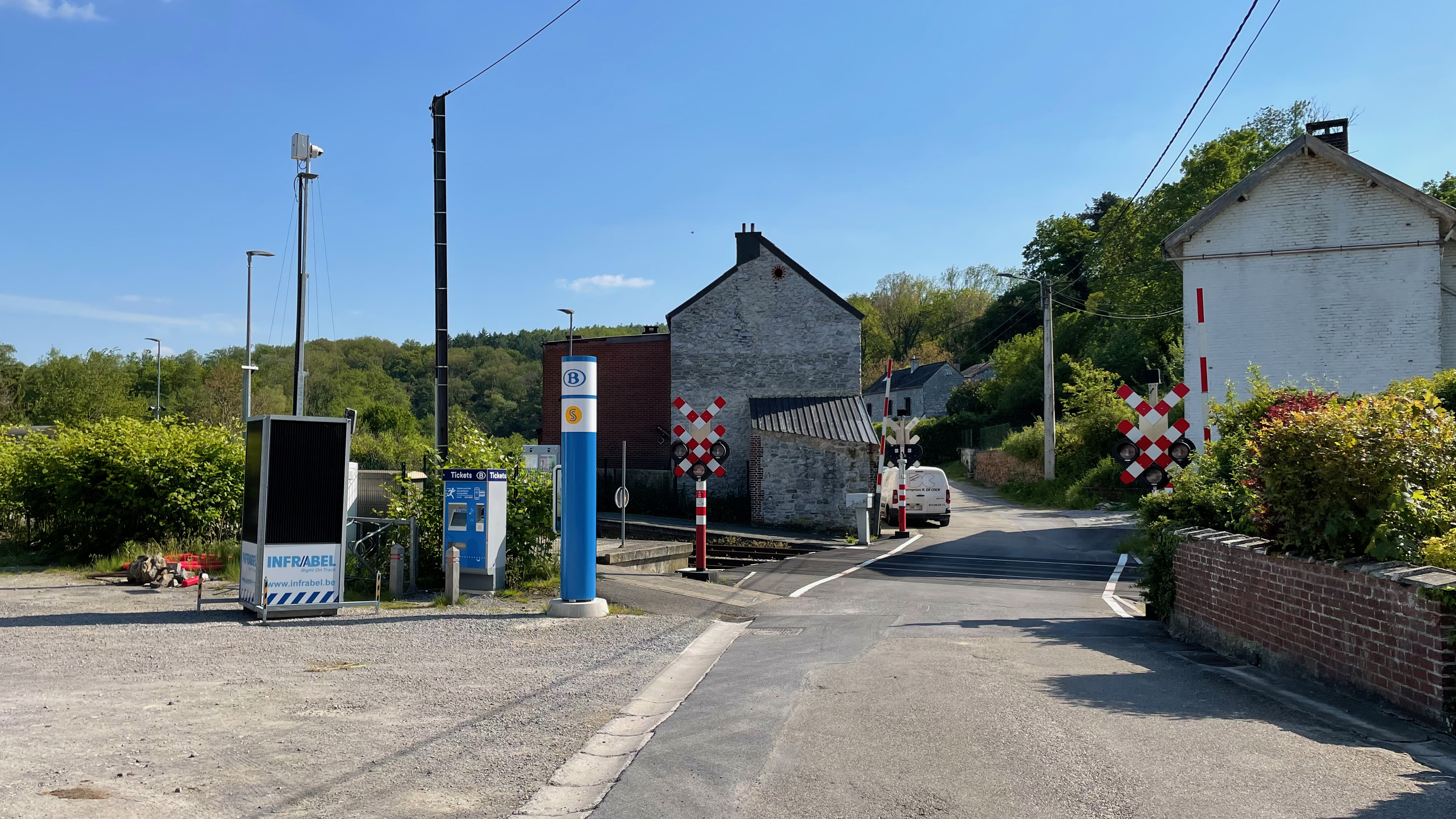
Overweg aan het station
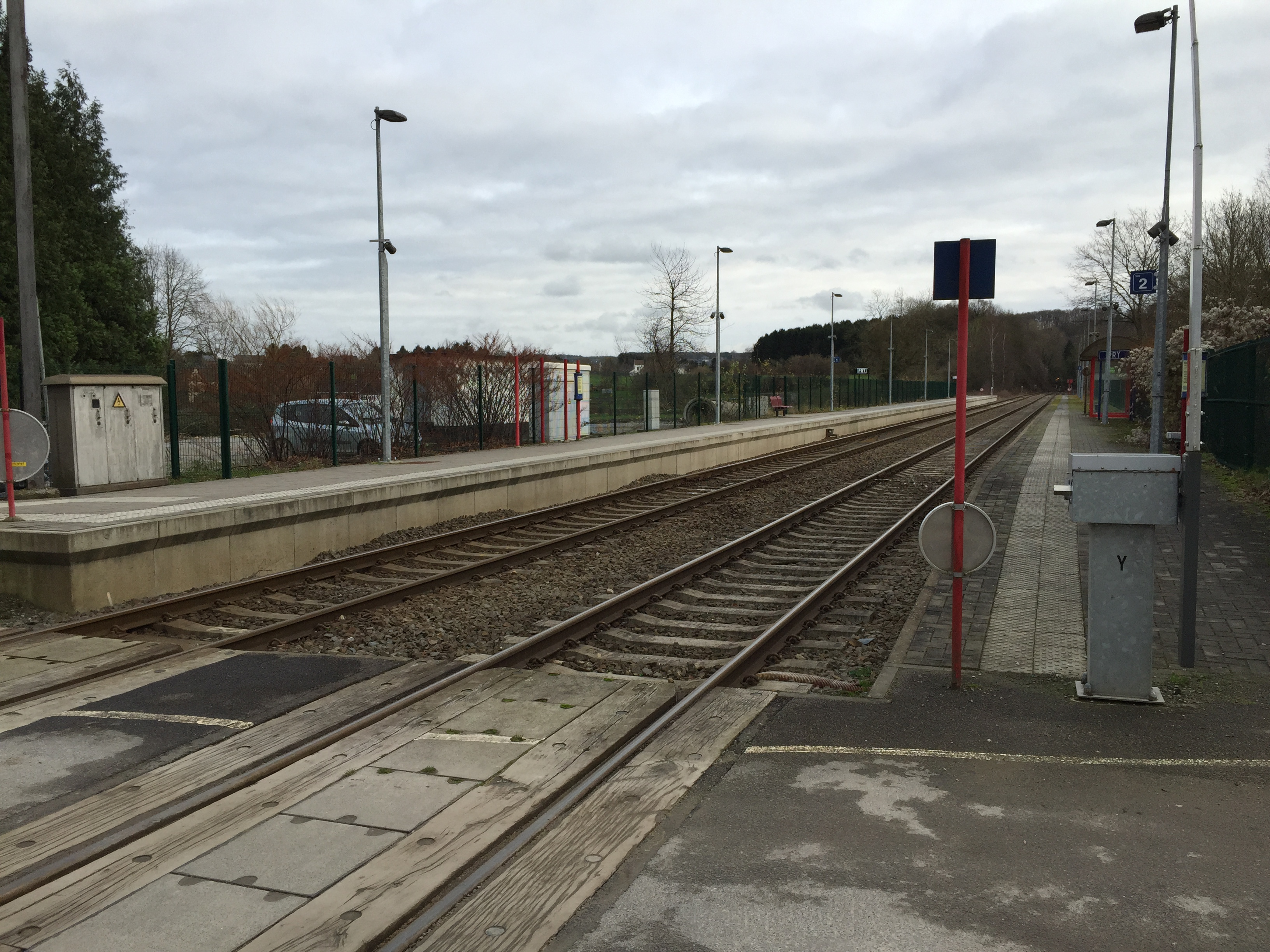
Het station (2015)

## Reizigerstellingen
De grafiek en tabel geven het gemiddeld aantal instappende reizigers weer op een week-, zater- en zondag.
| Tabel: aantal instappende reizigers station Pry | Tabel: aantal instappende reizigers station Pry | Tabel: aantal instappende reizigers station Pry | Tabel: aantal instappende reizigers station Pry |
|                                                 | Weekdag                                         | Zaterdag                                        | Zondag                                          |
| ----------------------------------------------- | ----------------------------------------------- | ----------------------------------------------- | ----------------------------------------------- |
| 1977                                            | 77                                              | 28                                              | 21                                              |
| 1978                                            | 60                                              | 12                                              | 10                                              |
| 1979                                            | 73                                              | 27                                              | 21                                              |
| 1980                                            | 59                                              | 19                                              | 13                                              |
| 1981                                            | 54                                              | 24                                              | 18                                              |
| 1982                                            | 62                                              | 18                                              | -                                               |
| 1983                                            | 53                                              | 24                                              | -                                               |
| 1984                                            | 52                                              | 21                                              | 21                                              |
| 1985                                            | 56                                              | 37                                              | 18                                              |
| 1986                                            | 49                                              | 21                                              | 19                                              |
| 1987                                            | 45                                              | 15                                              | 20                                              |
| 1988                                            | 51                                              | 17                                              | 16                                              |
| 1989                                            | 45                                              | 21                                              | 9                                               |
| 1990                                            | 41                                              | 6                                               | 9                                               |
| 1991                                            | 34                                              | 16                                              | 13                                              |
| 1992                                            | 41                                              | 15                                              | 12                                              |
| 1993                                            | 14                                              | -                                               | -                                               |
| 1994                                            | 12                                              | -                                               | -                                               |
| 1995                                            | 8                                               | -                                               | -                                               |
| 1996                                            | 12                                              | -                                               | -                                               |
| 1997                                            | 7                                               | -                                               | -                                               |
| 1998                                            | 6                                               | -                                               | -                                               |
| 1999                                            | 7                                               | -                                               | -                                               |
| 2000                                            | 9                                               | -                                               | -                                               |
| 2001                                            | 10                                              | -                                               | -                                               |
| 2002                                            | 11                                              | -                                               | -                                               |
| 2003                                            | 15                                              | -                                               | -                                               |
| 2004                                            | 21                                              | -                                               | -                                               |
| 2005                                            | 20                                              | -                                               | -                                               |
| 2006                                            | 26                                              | -                                               | -                                               |
| 2007                                            | 17                                              | -                                               | -                                               |
| 2008                                            | -                                               | -                                               | -                                               |
| 2009                                            | 27                                              | -                                               | -                                               |
| 2010                                            | -                                               | -                                               | -                                               |
| 2011                                            | -                                               | -                                               | -                                               |
| 2012                                            | 21                                              | -                                               | -                                               |
| 2013                                            | 28                                              | -                                               | -                                               |
| 2014                                            | 23                                              | -                                               | -                                               |
| 2015                                            | 24                                              | -                                               | -                                               |
| 2016                                            | 33                                              | -                                               | -                                               |
| 2017                                            | 30                                              | -                                               | -                                               |
| 2018                                            | 24                                              | -                                               | -                                               |
| 2019                                            | 25                                              | -                                               | -                                               |
| 2020                                            | 19                                              | -                                               | -                                               |
| 2021                                            | -                                               | -                                               | -                                               |
| 2022                                            | 21                                              | -                                               | -                                               |
| 2023                                            | 30                                              | -                                               | -                                               |
| 2024                                            | 16                                              | -                                               | -                                               |

0,0: La Sambre ·
1,0: Mont-sur-Marchienne ·
2,8: Montigny ·
4,8: Bomerée ·
6,0: Jamioulx ·
9,4: Beignée ·
10,9: Ham-sur-Heure ·
13,3: Cour-sur-Heure ·
15,0: Berzée ·
18,1: Pry ·
18,8: Walcourt ·
Vogenée ·
Rossignol ·
26,6: Yves-Gomezée ·
Saint-Lambert ·
Jamagne ·
21,1: Gerlimpont ·
23,9: Silenrieux ·
28,5: Falemprise ·
31,0: Cerfontaine ·
32,9: Philippeville ·
Neuville-Noord ·
34,0: Senzeille ·
38,1: Neuville-Zuid ·
41,0: Roly ·
45,4/45,1: Mariembourg ·
47,9: Nismes ·
51,5: Olloy-sur-Viroin ·
54,1: Vierves ·
57,5: Treignes